# Drozdcovití
Drozdcovití (Mimidae) představují čeleď pěvců, jejíž zástupci osídlili prakticky celou Severní a Jižní Ameriku, s největší druhovou diverzitou především v jihozápadních Spojených státech amerických a v Mexiku. Řada z nich žije i na přidružených ostrovních stanovištích, zejména v Karibiku a na Galapágách, přičemž galapážští drozdci zaujali i britského přírodovědce Charlese Darwina a poskytli mu jeden z argumentů pro jeho evoluční teorii. K roku 2024 se rozlišuje celkem deset rodů drozdců, přičemž šest z nich zahrnuje pouze jeden druh.
Drozdcovití dosahují velikosti asi 20–30 cm, stavba těla u většiny zástupců odráží adaptace k pozemnímu způsobu života, včetně statných končetin a dlouhého ocasu. Vzhledem připomínají drozdy, ačkoli jako jejich sesterská skupina vystupují špačkovití (Sturnidae). Zejména pevninští drozdci jsou obvykle vázáni na křovinnou vegetaci, živí se různými bezobratlými i rostlinnou potravou, na Galapágách se dokonce přizpůsobili pití krve některých místních obratlovců. Zástupci drozdcovitých se proslavili svým líbivým zpěvem a bohatým vokálním repertoárem a jde o zdatné imitátory, napodobující ostatní druhy ptáků, jakož i další zvuky ze svého okolí.

## Systematika
Za popisnou autoritu čeledi drozdcovitých je pokládán francouzský přírodovědec Charles Lucien Bonaparte (1853). Jeho pojmenování „Mimidae“ má podle pravidel zoologického názvosloví přednost před pozdějším jménem „Toxostomidae“, které navrhl švédský přírodovědec Carl Jakob Sundevall (1872). Na základě IOC World Bird List zahrnuje čeleď drozdcovitých v květnu 2024 následujících deset rodů, z nichž většina je monotypická. Zástupci všech rodů nesou české rodové jméno drozdec:
- rod Allenia Cory, 1891 – s jediným druhem drozdec antilský (A. fusca) (Statius Müller, 1776)
- rod Cinclocerthia Gray, 1840 – 2 druhy
- rod Dumetella C. T. Wood, 1837 – s jediným druhem drozdec černohlavý (D. carolinensis) (Linnaeus, 1766)
- rod Margarops Sclater, 1859 – s jediným druhem drozdec karibský (M. fuscatus) (Vieillot, 1808)
- rod Melanoptila Sclater, 1858 – s jediným druhem drozdec černý (M. glabrirostris) P. L. Sclater, 1858
- rod Melanotis Bonaparte, 1850 – 2 druhy
- rod Mimus Boie, 1826 – 14 druhů; zahrnuje i původně samostatné rody Nesomimus[5] a Mimodes[6]
- rod Oreoscoptes Baird, 1858 – s jediným druhem drozdec horský (O. montanus) (J. K. Townsend, 1837)
- rod Ramphocinclus Lafresnaye, 1843 – s jediným druhem drozdec běloprsý (R. brachyurus) (Vieillot, 1818)
- rod Toxostoma Wagler, 1831 – 10 druhů

Ve starších českých zdrojích čeleď Mimidae nese české jméno „drozdovcovití“, zatímco pojmenování „drozdcovití“ v takovém případě označuje spíše čeleď bulbulovití (Pycnonotidae).
Drozdcovitým vynesla jméno podobnost jejich zástupců s drozdovitými (Turdidae), jež však představuje čistě důsledek konvergentního vývoje. Jako jejich ekologický ekvivalent lze zmínit i některé další nepříbuzné linie pěvců, jako jsou někteří timáliovcovití (Pomatostomidae), rod Turdoides z čeledi Leiothrichidae aj. V tradičních systémech vystupovali drozdcovití jako nejbližší příbuzní střízlíkovitých (Troglodytidae), nicméně tento pohled byl s nástupem molekulární systematiky rychle opuštěn a již průkopnický Sibleyho a Ahlquistův systém ptáků, založený na hybridizaci DNA, odhalil blízkou příbuznost drozdcovitých se špačkovitými (Sturnidae). V publikaci Sibley a Monroe (1990) jsou tak drozdcovití vedeni coby tribus Mimini v rámci čeledi Sturnidae. Sesterský vztah špačkovitých a drozdcovitých široce podporují i molekulárně-fylogenetické analýzy, vůči tomuto kladu přičemž jako sesterský taxon zřejmě vystupují klubákovití (Buphagidae), čeleď osamostatněná právě od špačkovitých.
Historicky zvažovanou příbuznost mezi drozdcovitými a tangarou růžovou (Rhodinocichla rosea) vyloučila již studie mitochondriální DNA z roku 1997.

## Popis

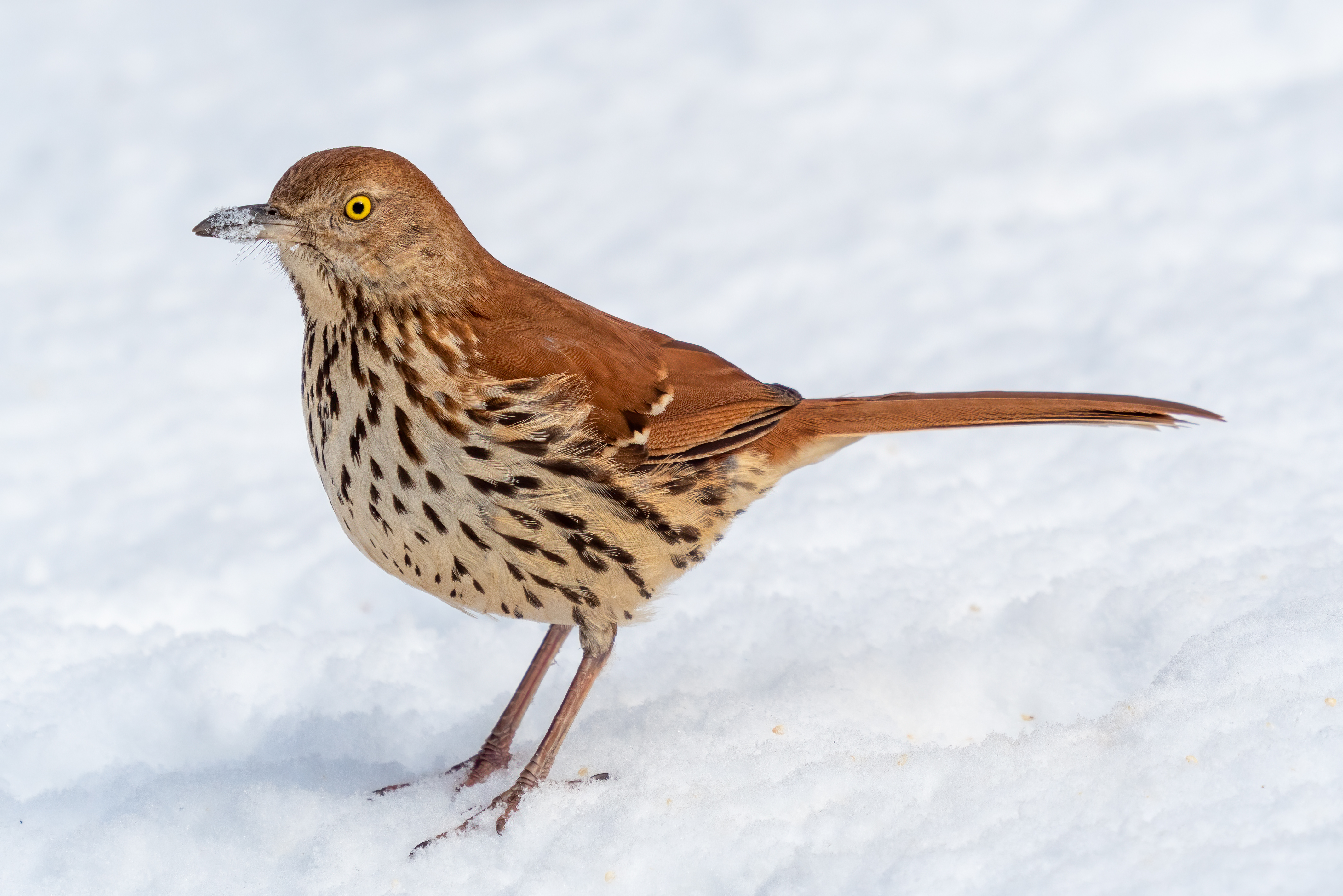
Drozdec hnědý (Toxostoma rufum)

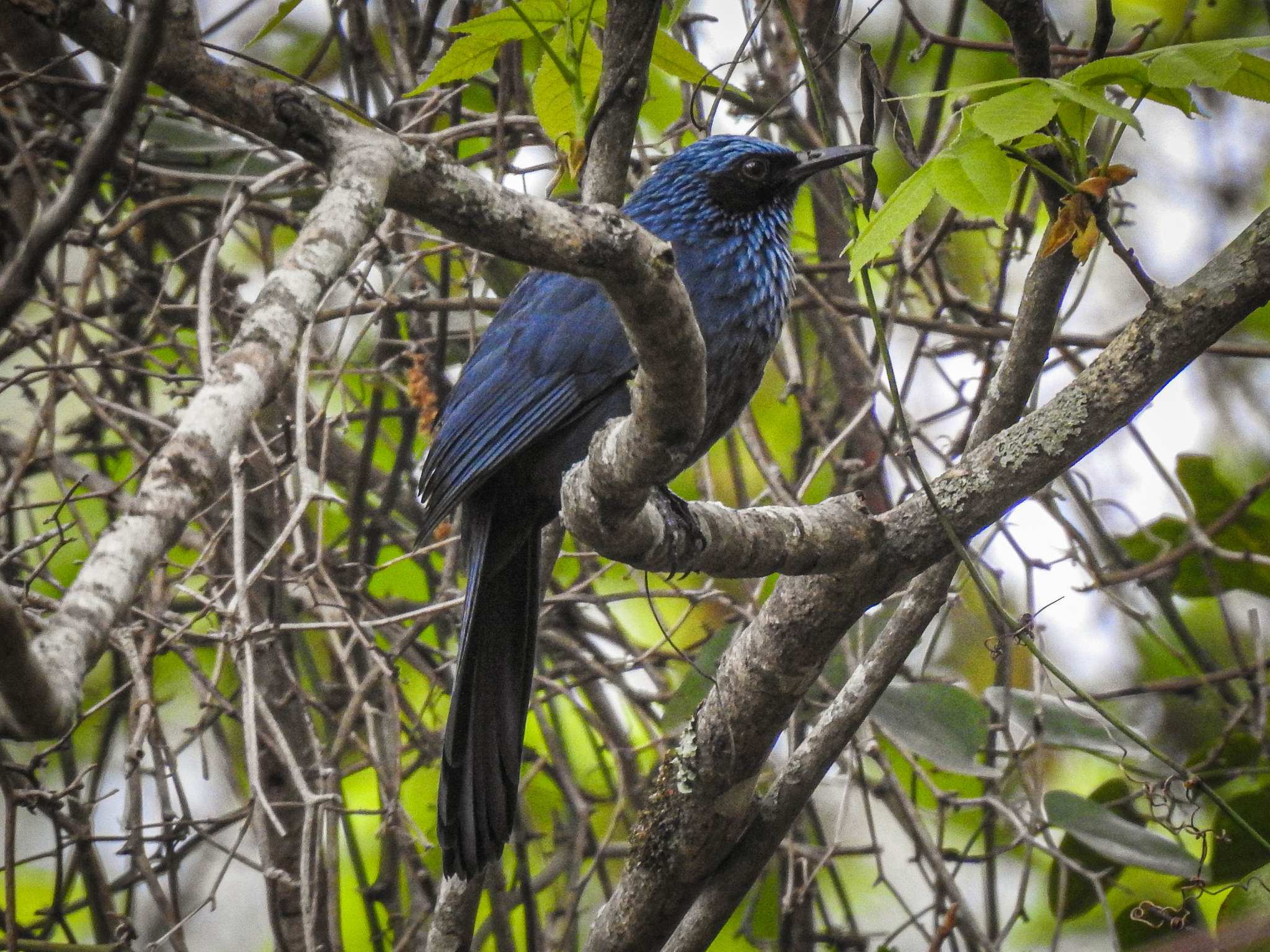
Drozdec modrý (Melanotis caerulescens)

Drozdcovití dosahují velikosti asi 20–30 cm a hmotnosti 40–120 g; nejmenší zástupce představují drozdec černohlavý (Dumetella carolinensis) a drozdec černý (Melanoptila glabrirostris), zatímco mezi největší druhy patří drozdec karibský (Margarops fuscatus) nebo drozdci z rodu Toxostoma. Tělo má válcovitě-vejčitý tvar, s horizontálním držením. Stavba těla u většiny drozdcovitých odráží adaptace k pozemnímu způsobu života, ačkoli někteří zástupci se od této generalizované podoby odchýlili. Spíše kratší a na koncích zaoblená křídla z drozdců obecně nedělají excelentní letce a při pohybu na kratší vzdálenosti tito opeřenci často spoléhají na své dlouhé, statné končetiny. Střední a vnější prsty bývají na bázi spojeny. Ocas je typicky dlouhý a stupňovitý, slouží jako balanční orgán při rychlém běhu. Některé druhy však mají ocas relativně kratší, především ty, jež shánějí potravu nad zemí, například drozdec šedohnědý (Cinclocerthia gutturalis). Drozdec dlouhoocasý (Mimus longicaudatus) dokáže s roztaženými křídly a ocasem netypicky plachtit nízko nad terénem.
Tvar zobáku se napříč touto čeledí různí, a to na základě různých ekologických konsekvencí. Zvláště pro rod Toxostoma je typický dlouhý, mohutný a na konci zahnutý zobák. Naproti tomu například pevninští zástupci rodu Mimus mají zobák spíše kratší, jejich ostrovní formy se však opět vyznačují prodlouženým zobákem. Zaznamenáníhodnou vlastností některých karibských drozdcovitých, například drozdce rezavoocasého (Cinclocerthia ruficauda), je skutečnost, že jejich samice dosahují větší velikosti než samci a mají rovněž delší zobák. Podobný obrácený pohlavní dimorfismus se v ptačí třídě objevuje zejména u sov a dravců. U ostatních drozdcovitých bývá o něco mohutnější samčí pohlaví, v případě galapážského drozdce velkozobého (Mimus macdonaldi) samci hmotnostně převyšují samice asi o 17 %. Pohlavní dvojtvárnost drozdců nicméně nebývá příliš nápadná, a to i z hlediska zbarvení.
Drozdcovití nevynikají výraznými barevnými vzory. Opeření je poměrně fádní, většinou v odstínech šedé či hnědé, často rezavé, na spodních partiích je světlejší než na hřbetě. Rod Melanotis vyniká modrým zbarvením hřbetu, zatímco drozdci černému vyneslo jméno jeho jednotně černé opeření. Podkladovou barvu často doplňují skvrnky či pruhy na hrudi, jako se tomu děje u rodu Toxostoma. V případě drozdce chilského (Mimus thenca) a sokorského (Mimus graysoni) mají kropenatou hruď pouze dospívající jedinci, zatímco u dospělců se toto vzorování ztrácí. Častá je přítomnost různých kontrastujících skvrn na křídlech či ocase, řada drozdců má rovněž nápadné kontrastující vzory na hlavě a obličeji, jako jsou různé proužky černé či bílé barvy aj. Peří vždy postrádá jasné zelené, žluté či červené odstíny. Nápadným kontrastem s obecným opeřením nicméně vynikají duhovky, u některých druhů i červeně nebo oranžově zbarvené.

## Rozšíření

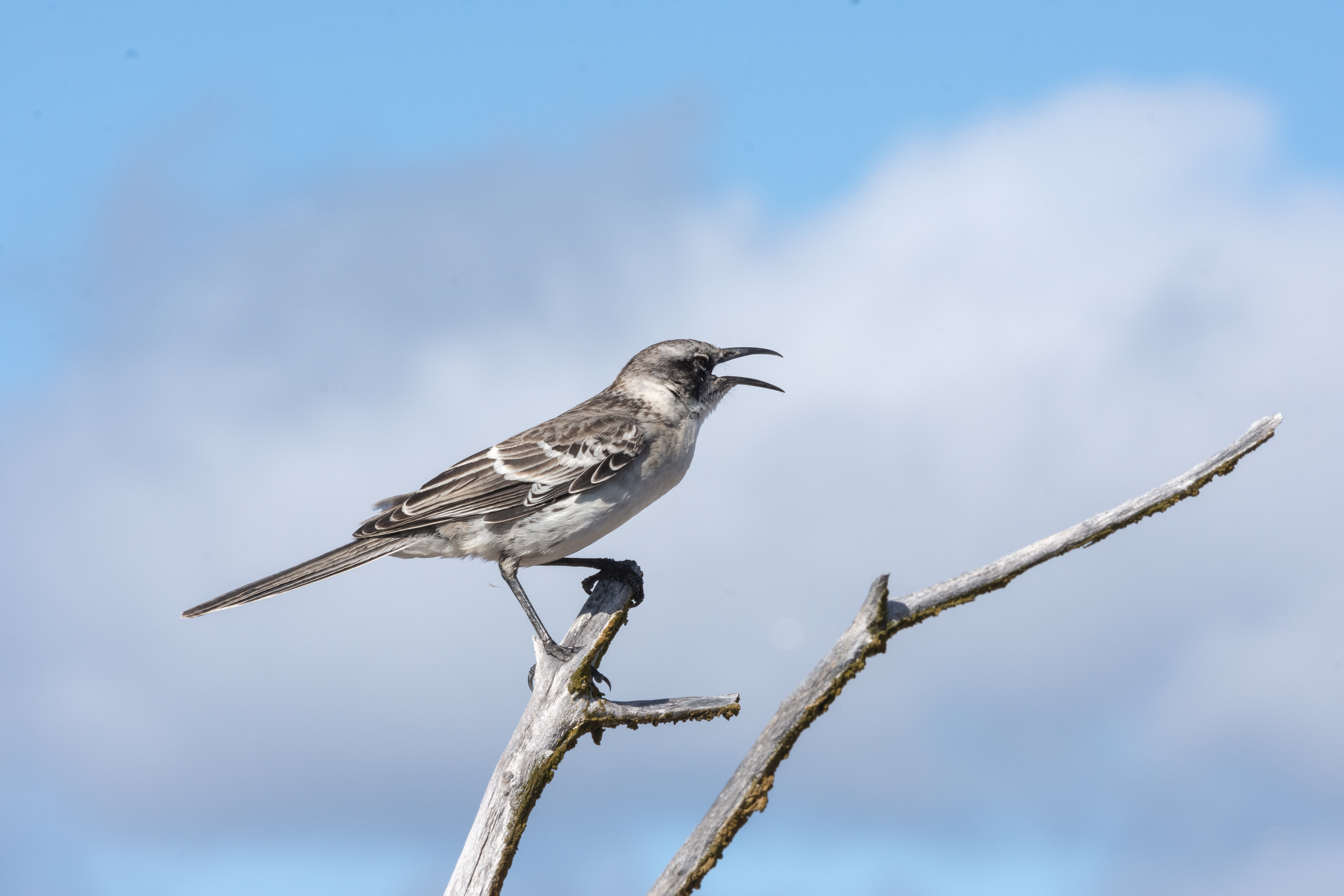
Drozdec bělokrký (Mimus parvulus) z Galapág

Drozdcovití představují striktně americké endemity, byť zatoulanci byli hlášení i z evropského kontinentu. Areál výskytu zahrnuje prakticky celou Severní a Jižní Ameriku, s největší druhovou diverzitou především v jihozápadních Spojených státech amerických a Mexiku. Drozdci nežijí v severních oblastech Severní Ameriky, jako je Newfoundland, Labrador či Aljaška, stejně tak v nejjižnějších výspách Jižní Ameriky. Hnízdní populace scházejí i v některých regionech Střední Ameriky. Rozmanité formy drozdcovití vyštěpili i na přidružených ostrovech, zejména v Karibiku, který zahrnuje nejvíce popsaných rodů, a na Galapágách. Chybí však na Falklandských ostrovech.
Molekulárně-fylogenetické studie rozlišují dva velké klady drozdcovitých. První z nich zahrnuje rody Melanoptila a Melanotis z Mexika a severních regionů Střední Ameriky, stejně jako rody Cinclocerthia, Margarops, Allenia a Ramphocinclus rozšířené na ostrovech Západní Indie. V rámci této čtveřice se může odvozovat i rod Dumatella, jenž hnízdí v pevninské Severní Americe a představoval by tak příklad zpětné kolonizace kontinentu z ostrovních oblastí. Jiné názory však tuto hypotézu vylučují a pokládají všechny západoindické drozdcovité za monofyletickou skupinu. Druhý klad sdružuje rody Toxostoma, Oreoscoptes a Mimus, jež zahrnují většinu druhové diverzity drozdcovitých, přičemž zástupci těchto rodů jsou rozšířeni prakticky napříč celou pevninskou Amerikou. Rod Mimus je zároveň dobrým transoceánským kolonizátorem, a vyštěpil tak řadu nezávislých ostrovních linií. Například komplex druhů drozdec mnohohlasý (M. polyglottos)/drozdec tropický (M. gilvus) několikrát kolonizoval ostrovy v Západní Indii, včetně pozoruhodné formy magnirostris z ostrova San Andrés. Z pacifických kolonizací lze zmínit osídlení ostrova Socorro (endemitní druh M. graysoni) a zvláště adaptivní radiaci na Galapágách; historicky byly těmto druhům vyčleněny samostatné rody Mimodes, resp. Nesomimus.
Na Galapágách žijí celkem čtyři druhy drozdců, jejich nejbližším příbuzným může být paradoxně drozdec bahamský (Mimus gundlachii). Zmínku zasluhují již z toho důvodu, že se o nich zmiňuje Charles Darwin, jemuž poskytli jeden z argumentů pro jeho evoluční teorii. Darwin konkrétně uvádí:
Na Galapágách se dokonce četní ptáci liší navzájem, třebaže jsou tak dobře uzpůsobeni pro let s ostrova [sic!] na ostrov. Jsou tam tři blízce příbuzné druhy drozda, z nichž každý je omezen na vlastní ostrov. Předpokládejme nyní, že byl drozd Chathamova ostrova zavát na Karlův ostrov, který má vlastní druh drozda: proč by měl mít úspěch, usadí-li se tam? Můžeme se jistě domnívat, že Karlův ostrov je dobře obydlen vlastním druhem, neboť každoročně se tam naklade víc vajec, než se může uživit ptáků, a můžeme se domnívat, že drozd, význačný pro Karlův ostrov, je při nejmenším [sic!] stejně schopný pro svůj domov jako je druh, význačný pro Chathamův ostrov.
Charles Darwin, O původu druhů

## Chování a ekologie

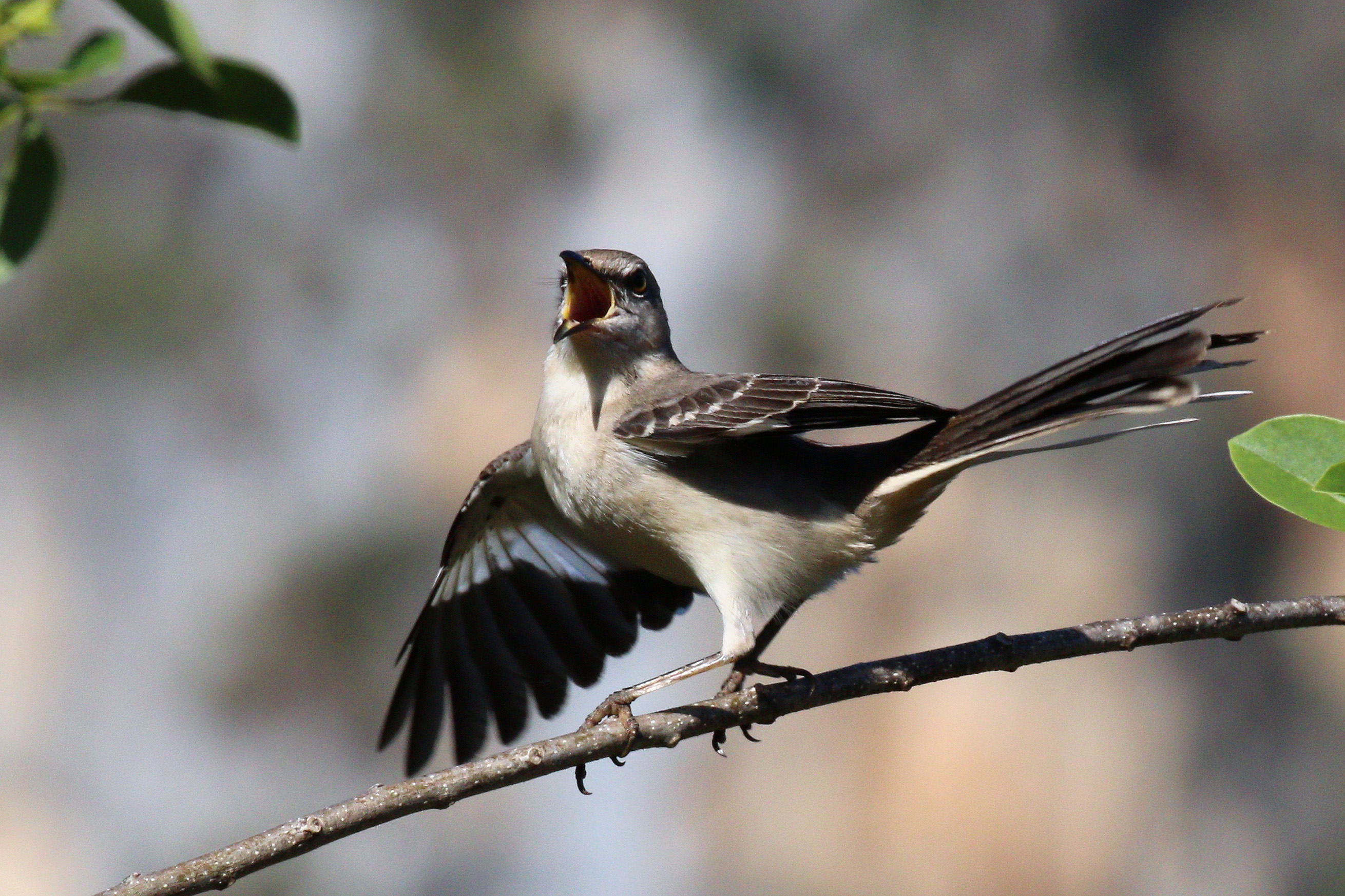
Pějící drozdec Mimus polyglottos orpheus

Drozdcovití jsou obecně vázáni na křovinnou vegetaci a obývají různé typy stanovišť tohoto charakteru, od vlhkých křovin, jaké jsou např. na východě Severní Ameriky, přes kaktusové pouště na jihozápadě Severní Ameriky až po extrémně vyprahlé oblasti, jako je Údolí smrti. Pevninské druhy většinou scházejí v hustších lesních porostech, mohou však žít na okraji lesů. Několik pevninských druhů těží z mýcení původních lesních stanovišť ze strany člověka, případně ze synantropního způsobu života v parcích a zahradách či v obdělávané krajině. V Severní Americe představuje známý synantropní druh drozdec mnohohlasý. Ve srovnání s drozdci žijícími v Severní a Jižní Americe se ostrovní druhy často adaptovaly životu v tropických lesích, jako se tomu děje v Karibiku (zvláště rod Cinclocerthia) a do určité míry i na Galapágách.

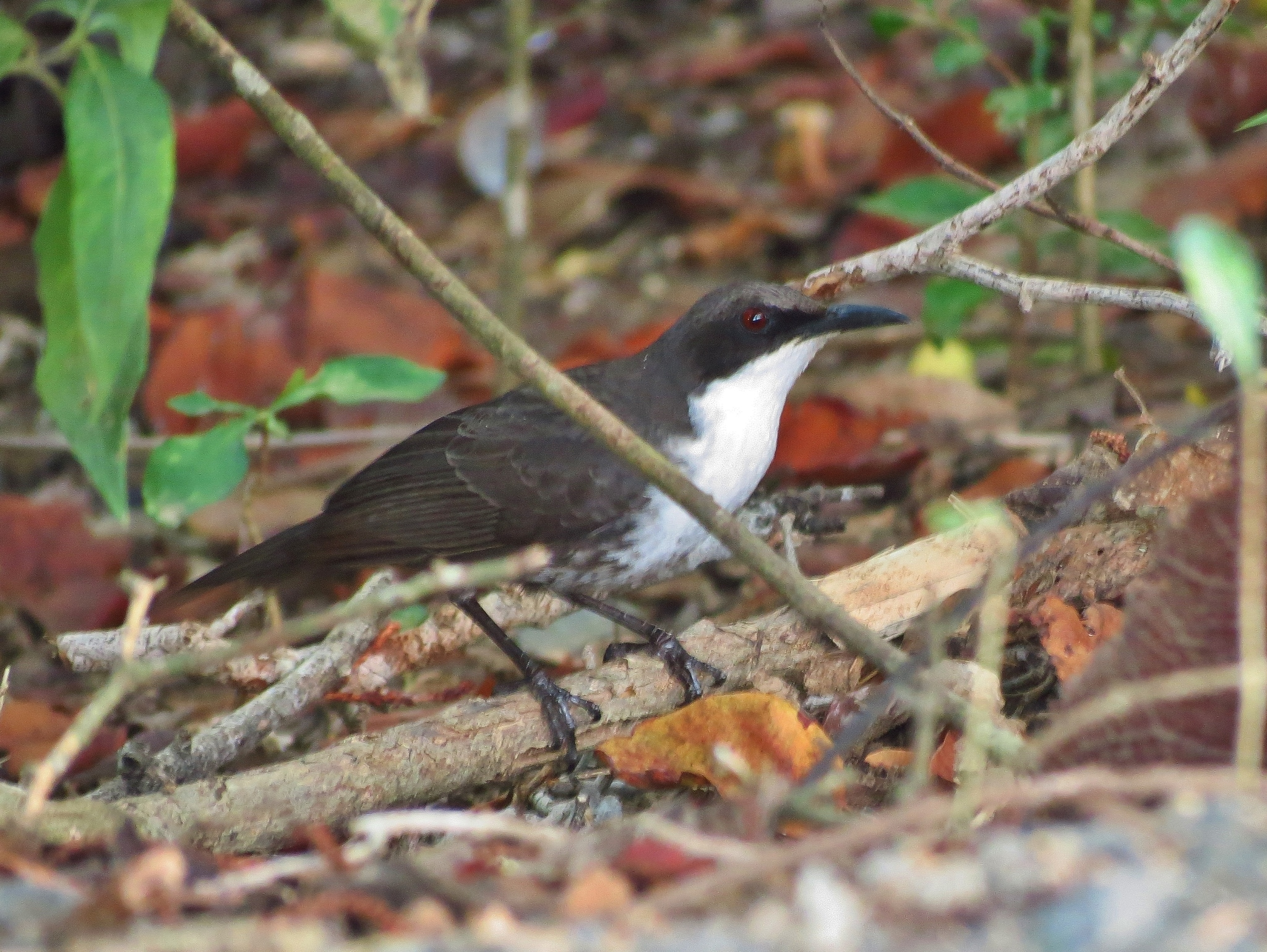
Drozdec běloprsý (Ramphocinclus brachyurus) v podrostu

Areály výskytu jednotlivých druhů se často překrývají. V případě těchto sympatricky žijících druhů často platí, že se nápadně liší délkou zobáku, přičemž druhy s krátkým zobákem typicky koexistují s dlouhozobými drozdci rodu Toxostoma. V oblastech, kde drozdci Toxostoma spp. nežijí, místní formy mohou obsazovat jejich ekologickou niku a mívají samy prodloužený zobák; jmenovat lze například drozdce tropické z karibského ostrova San Andrés, již mají oproti svým pevninským příbuzným delší zobák (forma magnirostris, někdy uznávaná jako samostatný druh).
Drozdcovití jsou teritoriální ptáci, často hluční a agresivní. Své území si vymezují výrazným zpěvem, někdy doplněným o letecké kreace, jako se tomu děje v případě druhů z rodu Mimus, kteří během letu odhalují své nápadné bílé znaky na křídlech a ocasu. Drozdcovití se proslavili svým líbivým zpěvem a bohatým vokálním repertoárem a jde o zdatné imitátory, začleňující do svého zpěvu segmenty písní desítek ostatních ptačích druhů, stejně jako další zvuky z jejich okolí. Studie z roku 1981 odhalila, že drozdec hnědý (Toxostoma rufum) může produkovat více než 1 100 typů písní. Drozdci černohlavému vyneslo jeho mňoukavé volání anglické pojmenování „kočičí pták“. Navzdory výrazným vokálním projevům však bývá nesnadné drozdce ve volné přírodě spatřit naživo; často se pohybují v podrostu, kde je lze jen obtížně objevit, a na jakýkoli pokus o přiblížení reagují vyplašením. Do bezpečné vzdálenosti se často vzdalují svižným během spíše než letem. Většina drozdců zároveň trvale obývá jedno hájené území a nelétá na delší vzdálenosti, migrace provádí pouze menšina druhů z vyšších zeměpisných šířek a sezónních stanovišť. Drozdec černohlavý se například směrem na sever vyskytuje až po jižní Kanadu, zimuje nicméně na jihovýchodě Severní Ameriky a ve Střední Americe.

### Potrava

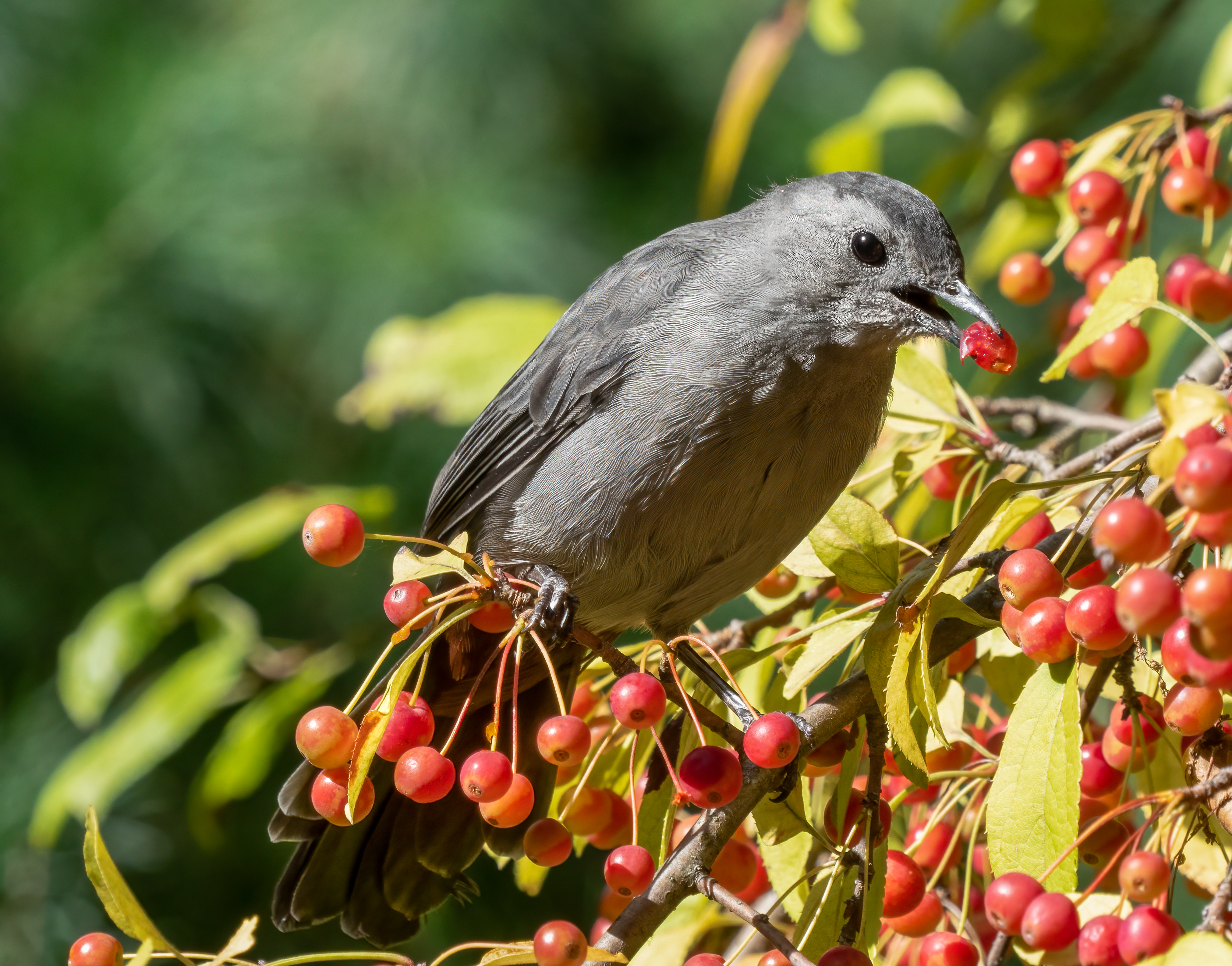
Krmící se drozdec černohlavý (Dumetella carolinensis)

Drozdcovití mají relativně rozmanitý jídelníček, který zahrnuje jak různé bezobratlé, často brouky, rovnokřídlé, blanokřídlé či larvy motýlů, tak výrazný podíl rostlinné složky, zejména plodů, např. bezu, révy, brusnice, fíkovníku, jedovatce, v pouštních regionech šťavnaté plody kaktusů; často však požírají i suché plody. Podíl hmyzu a dalších bezobratlých je nejvyšší v období hnízdění. Spíše oportunisticky se drozdci přiživují i drobnými druhy obratlovců. Krmí se především v podrostu, po potravě pátrají energickými pohyby zobáku, jimiž prohrabují terén pod sebou. Někteří drozdci více či méně přivykli stromovému životu, zejména co se týče karibských rodů Cinclocerthia a Margarops.
Pozoruhodné potravní preference si vyvinuli drozdci z určitých galapážských ostrovů, jako je Española. Místní ptačí kolonie přinášejí zdejším drozdcům velkozobým nové potravní příležitosti v podobě vajec, drozdci zde konzumují také mršiny ryb či jiných zvířat, místním leguánům odtrhávají kousky kůže a přidružené ektoparazity. Pozoruhodnou je však zejména jejich hematofágní potravní strategie, kdy pijí krev živých mořských ptáků, leguánů či zraněných lachtanů, dokumentovány přičemž byly i případy, při nichž se ptáci snažili pít rovněž krev lidských pozorovatelů. Podobné chování není pro galapážské ptáky nicméně zcela výjimečné, protože se objevuje i u některých populací pěnkavky ostrozobé (Geospiza difficilis).

### Rozmnožování

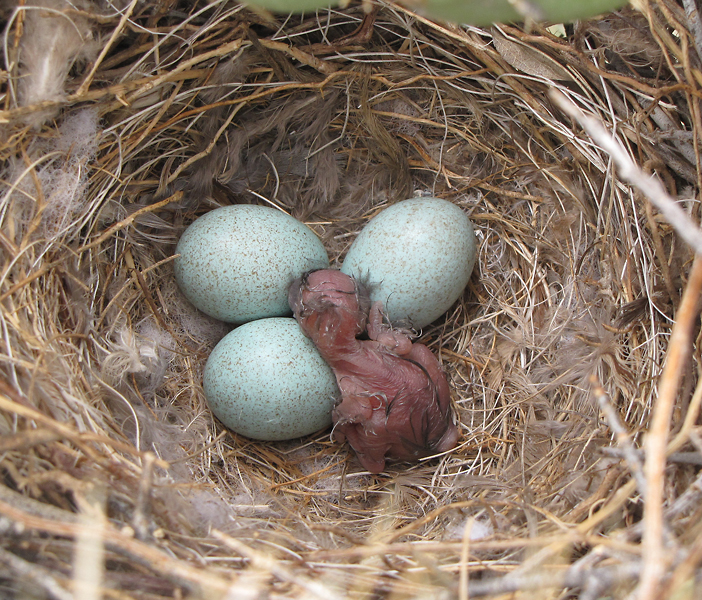
Hnízdo drozdce skvrnitoprsého (Toxostoma curvirostre)

Období hnízdění je v případě drozdcovitých často dlouhé a páry během něj kladou i vícečetné snůšky; například u drozdce kalifornského (Toxostoma redivivum) může trvat od konce zimy do léta a drozdec bělokrký (Mimus parvulus) z Galapág využívá vlhké roky během cyklů El Niño k výraznému prodloužení hnízdní sezóny. Drozdec tropický žijící v teplých oblastech Střední a Jižní Ameriky se může rozmnožovat během celého roku.
Drozdcovití si budují objemné otevřené miskovité hnízdo z větviček, trávy a jemnějších rostlinných materiálů, typicky v hustém křoví asi 1–2 m nad zemí. Drozdec karibský si nicméně vytváří hnízdo ve stromových dutinách, pouštní druhy mohou hnízdit v kaktusech a často pečlivě dbají na to, aby hnízdo nebylo vystaveno spalujícím slunečním paprskům. Karibský rod Cinclocerthia představuje mezi drozdci výjimku svými netypickými kupolovitými hnízdy, do nichž se vstupuje bočním vchodem. Co se týče snůšky, její velikosti napříč čeledí činí 2 až 7 vajec (počet se zvyšuje směrem k vyšším zeměpisným šířkám). Zbarvení vajíček se různí v závislosti na druhu, v případě rodů Toxostoma a Mimus jsou bělavá či nazelenalá, s kropenatým vzorem; naopak zástupci rodů Dumetella, Melanoptila a Melanotis plus rodů ze Západní Indie kladou čistě modrá či nazelenalá vejce bez vzorování.
Co se týče péče o potomstvo, většina drozdcovitých vytváří monogamní páry, přičemž na stavbě hnízda, inkubaci a péči o potomstvo se může podílet jak samec, tak samice, případně zahřívání vajec obstarává samice sama. Inkubační doba trvá 12 až 14 dní, mláďata opouštějí hnízdo během následujících 10 až 15 dní, dalších několik týdnů však zůstávají závislá na rodičovské péči. Drozdci si svá hnízda mohou náruživě bránit a neváhají se postavit i mnohem větším protivníkům, kdy konkrétně drozdec hnědý útočí i na psy či lidi. Ztráty v důsledku predace zůstávají navzdory těmto snahám značné, a kvůli predačnímu tlaku mláďata opouštějí hnízdo ještě před tím, než se naučí létat a kdy zdaleka nedosahují dospělé hmotnosti. Prodlouženou péči o potomstvo vykazují galapážští drozdci s kooperativním způsobem rozmnožování. Tito ptáci typicky žijí v početných sociálních skupinách, které si brání společné teritorium a následně spolupracují během hnízdění. Jádro skupiny tvoří dominantní pár, hnízdit však může současně hned několik samic, dokonce i v rámci stejného hnízda. U ostatních zástupců drozdcovitých se kooperativní hnízdění objevuje vzácně, spíše jako výjimka nežli jako pravidlo.

## Ohrožení

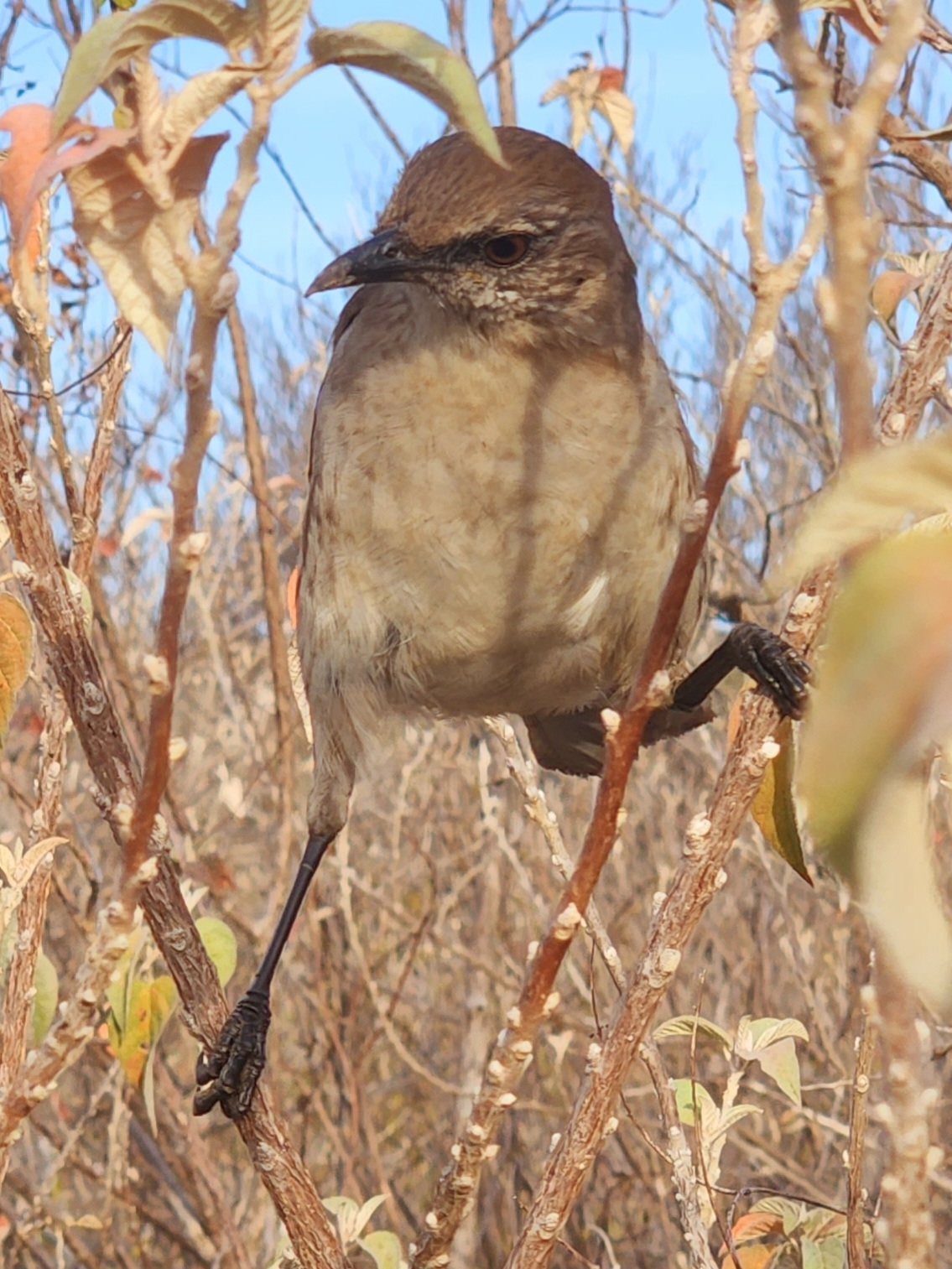
Kriticky ohrožený drozdec sokorský (Mimus graysoni)

Mezinárodní svaz ochrany přírody (IUCN) hodnotil ke květnu roku 2024 celkem 27 druhů drozdcovitých mezi málo dotčenými, 1 druh mezi téměř ohroženými, 2 druhy mezi zranitelnými, 2 druhy mezi ohroženými a 2 druhy mezi kriticky ohroženými. Žádný zástupce nebyl klasifikován mezi druhy novodobě vyhynulými.
Hlavní příčinu ohrožení představuje zejména ztráta přirozených stanovišť, přičemž nejohroženější drozdcovití typicky představují ostrovní druhy s omezeným areálem rozšíření. Zřejmě nejvzácnější, možná již vyhynulý druh představuje drozdec cozumelský (Toxostoma guttatum) z ostrova Cozumel, jehož počty výrazně poklesly v důsledku hurikánu Gilbert z roku 1988. Poslední možné pozorování spadá do roku 2006 a IUCN pokládá jakoukoli potenciálně přežívající populaci za nepatrnou, s méně než 50 dospělými jedinci. Asi 190–280 dospělců IUCN předpokládá u drozdce sokorského z ostrova Socorro, jenž již na konci 70. let 20. století stál na pokraji vyhynutí, a to především v důsledku vlivu zdivočelých ovcí na původní vegetaci. K této hrozbě se přidružují i další ohrožující faktory (roje sarančí, zdivočelé kočky), nicméně od vyhubení ovcí v roce 2012 se populace drozdců relativně stabilizovaly.
Ostrovními endemity jsou vyjma výše zmíněných kriticky ohrožených druhů i oba druhy ohrožené. Drozdec galapážský (Mimus trifasciatus) přežívá pouze na ostrůvcích Champion a Gardner-by-Floreana na Galapágách a IUCN k roku 2018 předpokládá celkovou velikost populace na 250–1 000 dospělců se stabilním populačním trendem. Počty drozdců ale mohou výrazně kolísat během nepříznivých let, jako se tomu stalo během sucha v roce 2006. Nejpočetnější celkovou populaci má z uváděných druhů ohrožený drozdec běloprsý (Ramphocinclus brachyurus) z Martiniku a Svaté Lucie: podle IUCN k roku 2020 přežívá asi 1 300–1 400 dospělých jedinců, v důsledku ztráty přirozeného prostředí však stavy drozdců nadále klesají.
Některé druhy, jako je drozdec karibský, místní farmáři pronásledují jako škůdce, nicméně bez výrazného vlivu na početnost populací. Za hrozbu není pokládán ani případný odchyt pro klecový chov, byť na počátku 20. století tyto aktivity výrazně zdecimovaly některé populace drozdce mnohohlasého, populárního severoamerického opeřence a dnes „oficiálního ptáka“ pěti států USA.